# Крикуна
Крикуна — хутор в Красноармейском районе Краснодарского края.
Входит в состав Трудобеликовского сельского поселения.

## География

### Улицы
- ул. Бунина,
- ул. Гоголя,
- ул. Достоевского,
- ул. Зелёная,
- ул. Короленко,
- ул. Лермонтова,
- ул. Молодёжная,
- ул. Пушкина,
- ул. Центральная,
- ул. Чехова.

## Население
| 2002 | 2010 |
| ---- | ---- |
| 650  | ↘644 |